# Ригерт, Елена Александровна
Елена Александровна Ригерт (род. 2 декабря 1983, Ростов-на-Дону), в девичестве Прийма — российская легкоатлетка, специалистка по метанию молота. Выступала за сборную России по лёгкой атлетике во второй половине 2000-х годов, многократная призёрка первенств национального значения, участница летних Олимпийских игр в Пекине. Представляла Московскую и Ростовскую области. Мастер спорта России международного класса.

## Биография
Елена Прийма родилась 2 декабря 1983 года в Ростове-на-Дону.
Занималась лёгкой атлетикой в Батайске под руководством заслуженного тренера России Николая Николаевича Белобородова. Выступала за Вооружённые силы.
Впервые заявила о себе в метании молота на международном уровне в сезоне 2005 года, когда вошла в состав российской национальной сборной и выступила на молодёжном европейском первенстве в Эрфурте, где с результатом 60,95 метра стала в финале девятой. Также, будучи студенткой, представляла страну на летней Универсиаде в Измире.
В 2007 году заняла четвёртое место на чемпионате России в Туле (впоследствии в связи с дисквалификацией Гульфии Ханафеевой и Ольги Кузенковой переместилась в итоговом протоколе на вторую позицию). Принимала участие в чемпионате мира в Осаке — показала результат 66,84 метра, чего оказалось недостаточно для выхода в финал.
На чемпионате России 2008 года в Казани была четвёртой (после дисквалификации Ханафеевой стала третьей). По итогам чемпионата удостоилась права защищать честь страны на летних Олимпийских играх в Пекине — с результатом 69,72 метра в финале закрыла десятку сильнейших.
В 2009 году выиграла серебряную медаль на зимнем чемпионате России по длинным метаниям в Адлере, уступив только Марии Беспаловой.
На чемпионате России 2013 года в Москве стала четвёртой (впоследствии поднялась на третью строку в связи с аннулированием результатов Татьяны Лысенко). Также в этом сезоне установила свой личный рекорд в метании молота — 75,09 метра.
В 2014 году взяла бронзу на чемпионате России в Казани (после дисквалификации Анны Булгаковой переместилась на второе место).
За выдающиеся спортивные результаты удостоена почётного звания «Мастер спорта России международного класса».